# Giuseppe Antonio Brescianello
Giuseppe Antonio Brescianello (Bologna, omstreeks 1690 -  Stuttgart, 4 oktober 1758) was een Italiaans barokcomponist en vioolspeler.

## Leven
De naam van Brescianello komt voor het eerst voor in in een document uit 1715, waarin de hertog van Beieren hem verzoekt vanuit Venetië naar München te komen, om deel uit te maken van het orkest in München om daar te spelen als violist. Al in 1716, toen hij pas een jaar in München actief was, kreeg hij het verzoek om de overleden dirigent Johann Christoph Pez op te volgen als "Maître van concerten de la chambre" bij het Hof van Württemberg in Stuttgart. In 1717 werd hij benoemd tot hofkapelmeester. In die tijd componeerde hij de "pastorale" opera La Tisbe, die hij gewijd had aan de aartshertog Everhard Lodewijk. Brescianello hoopte, naar later bleek tevergeefs, dat zijn werk in het theater in Stuttgart zou worden opgevoerd. 
Brescianello had een geschil met Reinhard Keiser, die uit was op de positie van Brescianello. De ruzie duurde van 1719 tot 1721. Deze werd uiteindelijk in het voordeel van Brescianello beslist. In 1731 werd hij uiteindelijk benoemd tot de hoogste kapelmeester. Toen in 1737 wegens financiële problemen het hof moest bezuinigen, verloor Brescianello zijn positie. Na 1737 had hij meer tijd om zich te richten op zijn 12 concerti e sinphonie. In 1744 waren de financiële problemen bij het hof afgenomen en kreeg Brescianello zijn positie als Oberkapellmeister weer terug vanwege zijn speciale kennis van muziek en uitstekende vaardigheden. Hij leidde de hofkapel en maakte operamuziek tot aan zijn pensionering tussen 1751 en 1755. Zijn opvolger was in eerste instantie Ignaz Holzbauer, die later opgevolgd werd door Niccolò Jommelli.
- Bibsys: 9044788
- Bibliothèque nationale de France: cb13891834k (data)
- Gemeinsame Normdatei: 128861673
- International Standard Name Identifier: 0000 0000 8382 2923
- Library of Congress Control Number: n83153240
- Nationale Bibliotheek van Letland: 000293905
- MusicBrainz: 8b4aa3a2-8f0e-40ff-9415-0e7c0bc1ff22
- Nationale Bibliotheek van Tsjechië: jo2015871505
- Nationale Bibliotheek van Israël: 987007284210905171
- Nationale Bibliotheek van Polen: a0000002140620
- Nederlandse Thesaurus van Auteursnamen: 153890657
- Système universitaire de documentation: 153517689
- Virtual International Authority File: 51874583
- WorldCat: E39PBJwdbHD9yqJFDgg4ytQpfq